# Štucanje
Štucanje je kontrakcija ošita (lat. diaphragma) koja se ponavlja nekoliko puta u minuti. Kod ljudi, brz upliv zraka u pluća uzrokuje zatvaranje epiglotisa stvarajući karakterističan "hik" zvuk. U medicini je poznato kao sinkrono lepršanje ošita ili engleski synchronous diaphragmatic flutter (SDF). Latinski je naziv singultus. Štucanje nije voljan čin i obuhvaća poseban refleksni luk.  Napadi štucanja obično prestaju sami bez intervencija. Međutim, kronično štucanje može zahtijevati medicinski tretman. 

## Uzroci
Štucanje uzrokuju poremećaji središnjeg i perifernoga živčanog sustava počevši od podražaja ili povrede freničnog nerva (nervus phrenicus - živac ošita) do toksičnih i metaboličkih poremećaja navedenog sustava. Nastanu i nakon uzimanja alkoholnih i gaziranih pića i začinjene hrane. Smijeh i brzo jelo mogu biti uzrok štucanju. Kemoterapija je navedena kao jedan od uzroka štucanja.

## Filogenetska hipoteza
Christian Straus i suradnici sa Sveučilišta u Calgaryju pretpostavili su da je štucanje ostatak refleksa koji imaju vodozemci koji jednostavno gutaju zrak i vodu koristeći refleks koji odgovara refleksu štucanja kod sisavaca. Kao potvrdu ovoj hipotezi navodi podatak da se tijekom fetalnog razvoja refleks štucanja razvije prije refleksa disanja. Prema tome štucanje bi bilo preteča normalne funkcije disanja. 

## Tretman
Štucanje

Obično prestaje bez terapije. Postoje brojni tretmani u narodu kao što su prepadanje, pijenje vode, žličice octa, maslaca od kikirikija i slično. Stavljanje šećera pod jezik citirano je 1971. u časopisu New England Journal of Medicine.
Štucanje se liječi lijekovima ako je izraženo i ne prestaje spontano. U jedne djevojke štucanje je trajalo čak 5 tjedana bez prestanka. Haloperidol (Haldol,  anti-psihotik i sedativ), metoclopramide (Reglan, gastrointestinalni stimulant), i chlorpromazine (Thorazine, jak antipsihotik) se koriste za terapiju dugotrajnih i upornih štucavica. U težim i rezistentnim slučajevima, baclofen,  anti-spasmodik, je ponekad potreban za supresiju štucanja. Učinkovit tretman sa sedativima često zahtijeva dozu koja pacijentu pomuti svijest i učini ga letargičnim. Stoga, liječiti singultus lijekovima nije moguće tijekom dužeg vremenskog perioda jer pacijent ne može voditi aktivan život dok prima navedene medikamente. 
Perzistentno i uporno štucanje zbog poremećene ravnoteže elektrolita, manjak kalija (hipokalemija i natrija hiponatremija) može se popraviti pijenjem pića koja sadrže natrij, kalij i bikarbonate. Karbonati olakšavaju resorpciju kalija, ali u nekih ljudi mogu izazvati štucanje. 
Ocat kapan u nos je pomogao trogodišnjoj japanskoj djevojčici. Ocat može stimulirati stražnju stjenku ždrijela gdje se faringelni ogranak glosofaringealnog živca nalazi. To je aferentni dio refleksa štucanja.
Dr. Bryan R. Payne, neurogirurg s Louisiana State University u New Orleansu, imao je početnih uspjeha kada je ugradio stimulator nerva vagusa (živac lutalica) u gornji dio prsnog koša. Vagus je ritmično stimuliran električnim impulsima. Food and Drug Administration (FDA), služba za davanje uporabnih dozvola za lijekove i medicinsku opremu, odobrila je uporabu vagus simulatora za liječenje epilepsije (padavice) u pojedinih pacijenata.

## Socijalni i kulturološki aspekt
Amerikanac Charles Osborne štucao je 68 godina, od 1922. do 1990., što mu je omogućilo da se nađe u Guinnessovoj knjizi rekorda kao čovjek koji je najduže štucao.
Tinejdžerica iz države Washington, Cheyenne Motland, štucala je oko 50 puta u minuti više od 5 tjedana. Njen neurolog je sugerirao da možda boluje od Touretteovog sindroma, i da je štucanje upravo "tik" koji je osobitost ovog sindroma.
Christopher Sands iz Ujedinjenog Kraljevstva je štucao tri godine dok nije otkriveno da ima tumor mozga. Nakon uklanjanja dvije trećine tumora štucanje je prestalo.

## Također pogledajte
- Kihanje
- Kašljanje

## Vanjske poveznice
- BBC News: Why we hiccup
- Retrospective analysis of hiccups in patients at a community hospital from 1995-2000